# 只野和子
只野和子（日语：／ Tadano Kazuko，1959年3月14日—），日本女性動畫師、人物設計師、插畫家。原屬Studio LIVE，目前隸屬於Studio VIEWN。出身於廣島縣。B型血。
其他名義包括。日本動畫製作者協會（JAniCA）會員。她以《美少女戰士》的人物設定而聞名。
丈夫是動畫師松下浩美。

## 參加作品

### 電視動畫
- 高帽子的梅莫兒（作畫監督）
- 俏皮小百寶（作畫監督）
- 超獸機神斷空我（人物設定、作畫監督）
- 城市獵人（原畫）
- 金魚注意報！（作畫監督）
- 時空巡警隊救助超人（日语：タイムパトロール隊オタスケマン）（動畫、原畫）
- 怪博士與機器娃娃（動畫、原畫）
- 妙手小廚師（作畫監督）
- 聖鬥士星矢（作畫監督）
- 美少女戰士（人物設定[2]、作畫監督）
  - 美少女戰士R（人物設定[3]、作畫監督）
- 愛天使傳說（人物設定[4]）
- 超齡細公主（人物設定[5]）
- F-ZERO 法爾康傳說（日语：F-ZERO ファルコン伝説）（第21話索達的服裝設定）※名義。
- 獸裝機攻斷空我NOVA（人物設定[6]）※ KAZZ名義。
- Keroro軍曹（原畫、作畫監督）※部分集數名義。
- UN-GO（作畫監督）
- HUNTER×HUNTER (2011年版)（原畫）
- 信長之槍（人物設定[7]）※KAZZ·T名義。
- 怪盗Joker（作畫監督、原畫）
- 少年阿貝GO！GO！小芝麻（日语：少年アシベ）（作畫監督）
- 王室教師海涅（總作畫監督）※部分集數名義。
- 卡片鬥爭!! 先導者GZ（作畫監督、原畫）
- 魔法律事務所（作畫監督、總作畫監督）※與松下浩美共同。
- 遊☆戲☆王SEVENS（人物設定[8]、總作畫監督、作畫監督）※與松下浩美共同。
- 遊☆戲☆王GO RUSH!!（人物設定[9]）※與松下浩美共同。

### 電影動畫
- 迴力車Q達格拉姆（原畫）
- 劇場版 金魚注意報（原畫）
- 劇場版 美少女戰士R（人物設定、作畫監督）
- Make Up！水手戰士（人物設定）
- 劇場版 美少女戰士Eternal（人物設定）
- 劇場版 美少女戰士Cosmos（人物設定）

### OVA
- 禁斷默示錄 水晶三角（日语：禁断の黙示録 クリスタル・トライアングル）（人物設定、作畫監督）
- 超獸機神斷空我 白熱之終章（人物設定）
- 愛天使傳說DX（日语：ウェディングピーチDX）（人物設定）※與一石小百合共同。
- 戰場女武神3 為誰而負的槍傷（人物設定[10]）

### 遊戲
- 閃耀吧！閃光戰士 危險的寶石（日语：輝け!キラキラ戦士リスキージュエル）（人物設定、封面插圖）
- PC-FX 吉祥物角色「蘿菲（日语：ロルフィー）」（人物設定）
  - 隔壁的公主 蘿菲（日语：となりのプリンセス ロルフィー）（故事原案、人物設定、總作畫監督）
- 歡迎回家！ ～夕凪色的戀愛物語～（日语：おかえりっ!〜夕凪色の恋物語〜）（人物設定、原畫）
- 終極防禦（日语：エンドセクター）（卡片插圖）
- 真·聖刻（人物設定、封面插圖、小說版插圖）

### 漫畫
- Star Pinky Q（作畫：只野和子、原作：眠田直（日语：眠田直），全2冊，主婦之友社（日语：主婦の友社））
- AYUS第二次生命體（全2冊，角川書店）

### 畫冊
- （Movic（日语：ムービック），1995年6月1日發行） ISBN 4-89601-157-0
- （Graphic社（日语：グラフィック社），2000年2月25日發行） ISBN 4-7661-1138-9
- （Graphic社，2004年10月25日發行） ISBN 4-7661-1458-2

### 同人誌
- 《FINAL SAILOR》（包含《美少女戰士》初期設定畫、被拒絕的設定、原畫特集等）
- 《MOMO-MARU圖鑑 vol.1 愛天使傳說特集！》（1994年8月1日發行，包含《愛天使傳說》設定資料集、初期設定、決定稿等）
- 《MOMO-MARU圖鑑 vol.2》（1994年12月29日發行）
- 《MOMO-MARU圖鑑 vol.4》（1996年12月29日發行）
- 《MOMO-MARU圖鑑 vol.5》（1997年8月17日發行）
- 《MOMO-MARU圖鑑 vol.7》（1998年8月16日發行）
- 《MOMO-MARU圖鑑 vol.8》（1998年12月30日發行）
- 《MOMO-MARU圖鑑 vol.9》（1999年12月26日發行）
- 《MOMO-MARU圖鑑 vol.10》（2000年8月13日發行）

## 腳註

## 外部連結
- Studio VIEWN！ （日語）—只野和子的官方個人網站。
- 只野和子：公開作品 （日語）—漫畫圖書館Z（日语：マンガ図書館Z）